# مایکل دیاموند
مایکل دیاموند (انگلیسی: Michael Diamond؛ زادهٔ ۲۰ مهٔ ۱۹۷۲) تیرانداز اهل استرالیا بود.